# Gerrie Coetzee
Gerhardus Christian "Gerrie" Coetzee, född 8 april 1955 i Boksburg, Sydafrika, död 12 januari 2023 i Kapstaden, var en sydafrikansk boxare som blev den första från den afrikanska kontinenten att vinna en VM-titel i boxning; detta som innehavare av WBA:s tungviktstitel september 1983–december 1984.

## Boxningskarriär

### Proffs på hemmaplan
Coetzee började boxas professionellt i september 1974 då han slog sin landsman Christian Roos på poäng efter 4 ronder. I Sydafrika var den härskande Apartheidregimen ett hinder för vita boxare (som Coetzee) att möta svarta. Först år 1977 legaliserades detta, och de sista resterna av åtskillnaden inom boxningen i landet försvann två år senare när systemet med "vita" och "svarta titlar" avskaffades.
Den första galan i Sydafrika där både svarta och vita deltog hölls på Rand Stadium i Johannesburg i november 1976 då Coetzee besegrade den svarte James Mathatho för att bli obestridd sydafrikansk mästare. Coetzee hade därmed vunnit 15 raka matcher. Efter ytterligare 6 segermatcher besegrade Coetzee i sin första match utomlands (Monaco) den tidigare världsmästaren Leon Spinks på TKO i rond 1 i en match som gällde som kvalificering för en match om WBA:s VM-titel – som hade lämnats vakant av Muhammad Ali.

### Titelmatcher utan lycka
Själva matchen gick av stapeln när Coetzee i oktober 1979 mötte John Tate om den vakanta titeln och han blev därmed den första Afrika-födda tungviktaren i historien att utmana om en VM-titel i boxning. Sydafrikanen skulle dock karriären igenom ha problem med sin uthållighet och hade därmed svårt att vinna matcher som gick mer än 10 ronder, speciellt när han mötte amerikanska boxare. Hans egen medvetenhet kring detta var också en faktor som bidrog till den trötthet som tilltog allteftersom ronderna gick. Med tanke på detta vann Tate följdriktigt matchen efter 15 ronder på ett enhälligt poängbeslut.
Coetzee bevarade dock sin ställning som titelutmanare med en seger över Mike Koraniki i den första ronden. När sedan Tate i sitt första titelförsvar slogs knockout av Mike Weaver stod plötsligt Coetzee åter på tur. Weaver åkte i oktober 1980 till Sydafrika och Sun City för att försvara sin titel mot inför en storpublik på 135 000. Coetzee kom att dominera den första delen av matchen med Weaver i gungning flera gånger, speciellt i rond 8, men han kunde inte utnyttja tillfällena. Istället slogs sydafrikanen i den 13:e ronden ner för första gången i sin karriär och räknades ut.
Mindre än fem månader efter förlusten mot Weaver återvände Coetzee till ringen och besegrade George Chaplin innan han mötte Renaldo Snipes där han förlorade på poäng efter 10 ronder; ett beslut som dock ifrågasattes. Coetzee vann sedan fyra raka matcher som stoppades innan full tid och han gick dessutom en oavgjord match mot framtida världsmästaren Pinklon Thomas i New Jersey i januari 1983. Trots sina tidigare misslyckanden i titelmatcher seglade han åter upp som en titelutmanare.

### Världsmästare - till sist
Coetzees tredje chans på en VM-titel kom mot den nya WBA-mästaren Michael Dokes i Richfield Coliseum i Richfield, Ohio den 23 september 1983. Coetzee, som inte gavs stora chanser att vinna bältet, dominerade över mästaren efter några inledande jämna ronder. Sydafrikanen var aggressivare och boxades mer skickligt, ofta med bra slagna vänsterkrokar. I den tionde ronden slog Coetzee Dokes knockout och han blev därmed den första världsmästaren i tungviktsboxning från Afrika men också den förste vite mästaren i tungviktsboxning sedan Ingemar Johansson. Högerträffen som fick Dokes i golvet gjorde dock ont också i Coetzee. Handen bröts och krävde operation, en skada som skulle hålla honom borta från ringen i över ett år. Problemet med högerhanden var dock ingen enskild tillfällighet då den redan behövt 15 operationer och därvid gett Coetzee smeknamnen "The Bionic Hand" ("Den konstgjorda handen") och "Seer handjies" (Afrikaans; "Trasiga små händer").
I boxningskretsar talades det nu om ett försök att ena tungviktskronan, särskilt då IBF dykt upp som en ny organisation och många såg deras mästare, Larry Holmes, som "den riktige mästaren". Ett lukrativt kontrakt om en match mot Coetzee skrevs under. Men efter en rad turer fram och tillbaka, med bland andra promotorn Don King som en av aktörerna, innehållande problem med ekonomiska garantier och skiljande synpunkter på vem som hade rätt att arrangera den tänkta galan blev dock matchen inställd.

### Utslagen efter lång rond
Vid sin återkomst till ringen efter en bortovaro på 14 månader gick Coetzee sitt första titelförsvar mot Greg Page. Nummer 1 på utmanarlistan och den tänkta motståndaren, David Bey, hade vägrat att åka till Sydafrika på grund av landets apartheidregim. Page sågs som talangfull men för omotiverad för att bli en av de stora boxarna men i den här matchen visade han dock mer energi än titelförsvararen som på hemmaplan verkade en aning för självsäker. Coetzees brist på försvar var tydligare än vanligt, och han blev ett lätt byte för Pages kontraslag som fick honom i golvet i både rond 6 och 7 innan han i den åttonde ronden räknades ut. Dock verkade inte allt ha gått rätt till. Coetzees läger protesterade vilt mot att den sista ronden varit för lång och att gonggongen ljudit för rondslut medan domaren höll på att räkna. Faktum är att ronden verkligen var för lång, cirka 40 sekunder, och det borde under normala fall ha givit Coetzee chansen att boxas vidare. Men WBA godkände det hela och bekräftade Page som ny världsmästare via KO-seger i rond 8. Coetzee och hans läger krävde då en snar returmatch men stället skrev Page kontrakt med Tony Tubbs som han hade slagit flera gånger under amatörtiden.

### Ett antal sista matcher
Efter att ha förlorat sin titel gick Coetzee endast två matcher under 1985 och 1986. Den ena en vinstmatch mot James Tillis, den andra en förlust mot engelsmannen Frank Bruno. Efter denna match annonserade Coetzee sin pensionering, och så blev det också. Dock gjorde han två comebackförsök; ett 1993 som gav honom två KO-vinster, ett annat försök 1997 började med en vinst innan han i sin karriärs sista match förlorade på TKO i rond 10 mot förre världsmästaren i mellanvikt och lätt tungvikt, Iran Barkley.
Coetzees matchlista slutade på 33 segrar (21 KO), 6 förluster och en oavgjord.

## Privat
Coetzee var gift med hustrun Rina, har två barn och levde till sin död ett tillbakadraget liv i sin födelsestad Boksburg.

### Webbsidor
- Coetzee på boxrec.com